# Enéo Cameroon
Enéo Cameroon est une société anonyme à capitaux publics minoritaires, concessionnaire de la production, de la distribution et de la vente de l’énergie électrique au Cameroun.

## Histoire
La société est créée le 18 mai 1974 sous le nom de Société Nationale d’Electricité du Cameroun (SONEL). Elle absorbera POWERCAM l'année qui suit (en 1975). Elle est privatisée en 2001 au bénéfice d'AES Sirocco Limited, filiale de la compagnie Étatsunienne AES Corporation qui détient 51 % du capital, l'État camerounais conserve 44 % et le personnel 5 %, la société devient AES Sonel. 
En mai 2014, le fonds d'investissement britannique Actis prend le contrôle de 56 % du capital, l'État détient 44 %. Elle prend le nom de Enéo Cameroon SA le 12 septembre 2014. En 2017, Actis revoit sa participation à 51 %, les employés actionnaires détiennent 5 % du capital.
En août 2022, le dirigeant d'Enéo Cameroun, le Belge Patrick Eeckelers, est interpellé énergiquement par la police locale après une dénonciation d'un ancien employé licencié quelques jours plus tôt pour fraude. Même s'il a été relâché deux heures plus tard, l'actionnaire de référence Actis a fait savoir son mécontentement en écrivant directement au Premier ministre Joseph Dion Ngute.
Fin juin 2023, Patrick Eeckelers jette l'éponge et démissionne de son poste, quinze mois après sa nomination, poussé par l'actionnaire Actis qui a été sommé par Yaoundé de procéder à des changements en raison d'une ambiance délétère et d'un contexte difficile.

## Activités
Ces principales activités sont la distribution et la commercialisation de l'énergie électrique au Cameroun. Elle est liée par un contrat de concession avec l'État du Cameroun.
La société figure parmi les meilleures entreprises du pays et du continent africain vu qu'elle se classe 2e au Cameroun et 197e en Afrique dans le classement de 2022 des 500 premières entreprises africaines.
En partenariat avec l'École nationale supérieure polytechnique de Yaoundé et l'entreprise franco-suisse CBS-Lifteam, le personnel de l'usine de Bafoussam est formé au Sylvatest pour expertiser les poteaux de ligne en bois dans le but d'améliorer les performances du réseaux tout en assurant plus de sécurité au personnel.

### Les compteurs prépayés
La règlementation signée par le Ministre de l’Eau et de l’Énergie à la suite d'un avis positif du premier ministre en janvier 2009 permet à eneo d'offrir à sa clientèle une possibilité de paiement de sa fourniture d'électricité par avance pour celles disposant d’un compteur à prépaiement. Avec un appel d'offres lancé à partir de novembre 2009 par eneo pour un projet pilote de système de prépaiement de l’énergie électrique au Cameroun, certains spécimens de ces compteurs dits intelligents ont commencé à être installés depuis 2016 dans quelques quartiers de la ville de Douala à l'instar de Bali et Bonapriso. Mais ce n'est qu'en 2017 qu'elle débute réellement une phase de pilotage de pilotage dans la ville de Douala et plus précisément au quartier New-Bell. En 2019, elle initie finalement une phase de déploiement dans certains quartiers tels que Bonapriso, Youpwé et Ngangue en ciblant particulièrement les ménages et les petits commerces de ces différentes zones. Elle atteint en fin 2020 le nombre de 47 000 compteurs prépayés déjà installés et ce nombre va croitre de manière fulgurante en moins d'une année pour éteindre les 230 000 en fin octobre 2021.